# Chaki Wardak
Chaki Wardak (auch Chak) ist ein Distrikt in der afghanischen Provinz Wardak mit dem Zentrum Chaki Wardak (⊙), das etwa 65 km südwestlich von Kabul liegt. Die Fläche beträgt 1.153 Quadratkilometer und die Einwohnerzahl 98.750 (Stand: 2022).
Das Chak-e-Wardak Hospital hat sich seit seiner Gründung im August 1989 zu einem voll ausgestatteten 60-Betten-Krankenhaus entwickelt. Das Hospital wird von Karla Schefter geleitet. Ein im Jahr 1938–1942 erbautes Wasserkraftwerk (3,3 MW) an der Chak-Talsperre (⊙) versorgt, obwohl stark beschädigt und reparaturbedürftig, das Hospital kostenlos mit stark schwankendem Schwachstrom, der jedoch lediglich für die Beleuchtung nutzbar ist. Die sonstige Stromversorgung erfolgt über Diesel-Generatoren.